# برندینگ در سونگ‌سو دونگ
برندینگ در سونگ‌سو دونگ (کره‌ای: 브랜딩 인 성수동) مجموعه تلویزیونی محصول کره جنوبی در سال ۲۰۲۴ ساخته شده توسط چوی سون می، به نویسندگی چوی و جون سون یونگ، به کارگردانی جونگ هون سو و با بازی کیم جی اون، لومون، یانگ هه جی و کیم هو یونگ است. این مجموعه از ۵ فوریه تا ۱۴ مارس ۲۰۲۴ در یوپلاس موبایل تی‌وی منتشر شد. این مجموعه همچنین برای استریم در ویکی و ویو در مناطق منتخب قابل دسترسی است.